# Ortona (Florida)
Ortona ist ein Unincorporated area im Glades County im US-Bundesstaat Florida.

## Sehenswürdigkeiten
Eine der Sehenswürdigkeiten in Ortona sind die Ortona Mounds. Diese wurde von den Indianern entlang des Nordufers des Caloosahatchee River errichtet. Die Stätte befindet sich an der Florida State Route 78 nördlich von LaBelle.